# Caesar (Computerspielreihe)
Caesar ist eine von Sierra Entertainment entwickelte Reihe von Computerspielen, bei denen es um den Aufbau einer Stadt des Römischen Reiches geht. Dabei übernimmt der Spieler die Rolle eines Statthalters und muss für Wohlstand sorgen, indem er Gebäude errichtet, Bewohner heranlockt, Handel treibt und die Stadt vor Angreifern verteidigt.

## Caesar
Das Spiel wurde von Impressions Games entworfen und entwickelt und von Sierra Entertainment vertrieben. Zur gleichen Zeit hatte Impressions ein weiteres Spiel entwickelt, das zur Zeit des Römischen Reiches spielte: Cohort 2. Dabei handelte es sich um ein Echtzeitstrategiespiel, in dem der Spieler, ähnlich einer frühen Version der Command-&-Conquer-Serie, antike römische Schlachten schlagen konnte. Impressions veröffentlichte mit Cohort 2 ein Programmfeature, das es Spielern von Caesar erlaubte, ihre Savegames von Caesar-Spielen zu laden und diese in Cohort 2 zu spielen. Später wurde eine Version veröffentlicht, die automatisch eine Version von Cohort 2 startete, wenn der Spieler eine Schlacht begann. Diese Version wurde 1994 als Caesar Deluxe veröffentlicht.

## Caesar II
Der zweite Teil der Caesar-Reihe kam im September 1995 auf den Markt. Als Statthalter einer römischen Provinz erhält man den Auftrag vom Kaiser, eine blühende Stadt zu errichten. Es gibt einen Städtebaumodus, bei dem man sich um eine einzige Stadt kümmern muss, und einen Kampagnenmodus, bei dem es darum geht, mehrere Provinzen zu romanisieren, indem man Mindestwertungen in den vier Kategorien Frieden, Imperium, Wohlstand, Kultur und eine bestimmte Gesamtwertung erreichen muss. Es gibt vier Schwierigkeitsstufen. Bei dem Bau einer Stadt ist viel zu beachten, um Krankheiten, Feuer, Gebäudeeinstürze, Aufstände und noch einige andere Faktoren zu verhindern. Damit überhaupt eine autonome Stadt entstehen kann, muss zuerst für die Versorgung der Bürger gesorgt werden. Dazu gehört die Anlegung einer Wasserversorgung mit Reservoirs, Aquädukten und Brunnen sowie Bildungs- und Unterhaltungseinrichtungen (z. B. Schulen, Bibliotheken, Badehäuser, Theater, Arenen, Circus Maximus), religiöser Einrichtungen (z. B. Tempel), einer gesamten Nahrungsmittelproduktion und noch einiges mehr. Je besser die Bewohner mit diesen Einrichtungen versorgt werden, desto größere Siedlungsgebäude entstehen, in denen mehr Bewohner Platz finden, was jedoch nicht direkt vom Spieler beeinflusst werden kann.

## Caesar III
1998 erschien der dritte Teil der Caesar-Reihe. Das Ziel des Spiels ist gleich geblieben: Man muss eine wohlhabende römische Stadt aufbauen. Es existieren wie beim Vorgänger zwei Spielmodi: Kampagnemodus mit zusätzlichen Aufgaben und ein reiner Städtebaumodus. Im Vergleich zu den Vorgängern gibt es einige Neuerungen, wie beispielsweise die Abbildung der gesamten Provinz auf einer Karte, aber es gibt keine separaten Karten der Stadt mehr, wie für die Landschaft und Kampfgeschehen. Die Ausbildung einer Armee erfolgt nun auf der Spielkarte, wo auch Kämpfe mit Computergegnern durchgeführt werden. Arbeitslosigkeit und Unruhen sind in Caesar III im Gegensatz zu den früheren Versionen grafisch dargestellt und die Bürger teilen dem Spieler mit, ob ihnen die Stadt gefällt oder ob dringend etwas geändert werden muss.

## Caesar IV
2006 erschien in Deutschland die vierte Version der bisher erfolgreichen Städtebau-Serie und ist das erste Caesar-Spiel mit vollständiger 3D-Grafik. Das Ziel des Spiels ist das gleiche geblieben: eine blühende römische Stadt erbauen. Im Kampagnen-Modus muss man durch den Aufbau der Stadt Wertungen erreichen, um im Rang aufzusteigen und die nächste Stadt besuchen zu können. Caesar IV bietet als erster Vertreter dieser Reihe vollständige 3D-Grafik. Die Stadtberater, die einem Probleme der Stadt in verschiedenen Kategorien anzeigen, sind auch 3D-animiert und mit Sprachausgabe versehen. Bürger beziehen Waren nun von verschiedenen Märkten. Die Einnahmen der Stadt gründen sich vor allem auf den Handel mit den anderen Städten sowie der Grundsteuer der Patrizier und der Verbrauchssteuer der Märkte.